# Lipnic
Lipnic è un comune della Moldavia situato nel distretto di Ocnița di 3.602 abitanti al censimento del 2004

## Località
Il comune è formato dall'insieme delle seguenti località (popolazione 2004):
- Lipnic (2.651 abitanti)
- Paustova (951 abitanti)